# Warrior (chanson d'Amber Bondin)
Pour les articles homonymes, voir Warrior.
Chansons représentant Malte au Concours Eurovision de la chanson
Coming Home
(2014) Walk on Water
(2016)
Warrior (en français « Guerrière ») est la chanson d'Amber qui représente Malte au Concours Eurovision de la chanson 2015 à Vienne.
Le 21 mai 2015, lors de la 2e demi-finale, elle termine à la 11e place avec 43 points et par conséquent n'est pas qualifiée pour la finale.